# Standaardtype NFLS
Standaardtype NFLS is een stationsontwerp dat werd gebruikt voor verschillende spoorwegstations in Friesland.

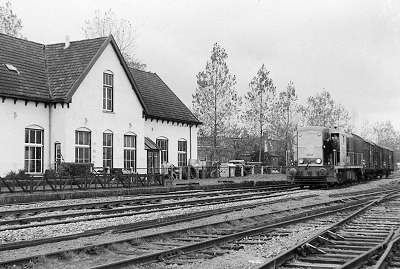
Station Stiens (NFLS 1e klasse)

## Stations van het type NFLS 1e klasse
- Station Stiens (1900), nog aanwezig.

## Stations van het type NFLS 2e klasse

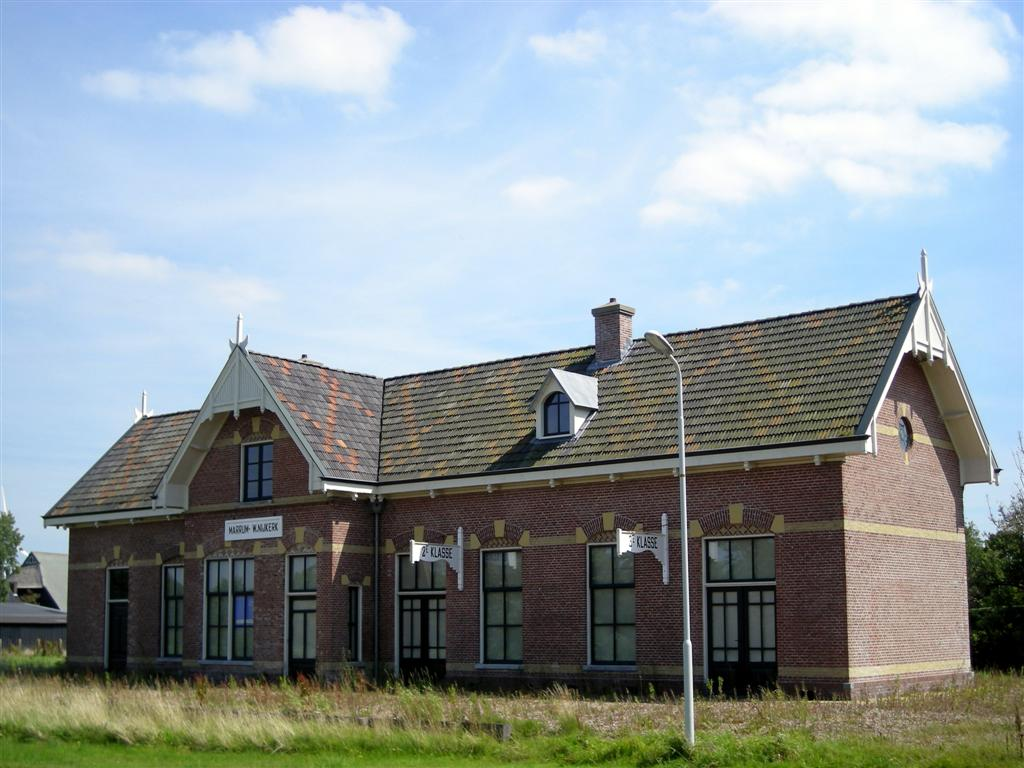
Station Marrum-Westernijkerk (NFLS 2e klasse)

- Station Ferwerd (1900), gesloopt in 1974.
- Station Hallum (1900), gesloopt in 1970.
- Station Marrum-Westernijkerk (1900), nog aanwezig. Casco gerestaureerd in 2003. Daarna grotendeels in oude staat terug gebracht personen en inclusief sporen.
- Station Dokkum-Aalsum (1901), gesloopt in 1974.
- Station Holwerd (1901), nog aanwezig.

## Stations van het type NFLS halte 1e klasse
- Station Sint Annaparochie (1901), nog aanwezig.
- Station Sint Jacobiparochie (1901), gesloopt voor 1960.
- Station Minnertsga (1901), nog aanwezig.
- Station Tzummarum (1901), nog aanwezig.
- Station Sexbierum-Pietersbierum (1902), nog aanwezig.

## Stations van het type NFLS halte 2e klasse
- Station Leeuwarden Halte (1900), gesloopt in 1970.
- Station Blija (1901), nog aanwezig.
- Station Ternaard (1901), nog aanwezig.

## Stations van het type NFLS halte 3e klasse
- Station Finkum (1900), gesloopt in 1931
- Station Hijum (1900), nog aanwezig.
- Station Jelsum (1900), gebombardeerd in 1944.
- Station Hantum (1901), gesloopt voor 1960.
- Station Vrouwbuurtstermolen (1901), nog aanwezig.
- Station Vrouwenparochie (1901), afgebrand en restant gesloopt in 2002.
- Station Dongjum (1902), nog aanwezig.
- Station Franeker Halte (1902), nog aanwezig.
- Station Midlum-Herbaijum (1902), nog aanwezig.
- Station Oosterbierum (1902), gesloopt voor 1980.
- Station Wijnaldum (1902), nog aanwezig.
- Station Morra-Lioessens (1909), nog aanwezig.

Douma (Beilen) · 
Eijs-Wittem ·
GLS ·
GOLS ·
Harmelen ·
Hemmen ·
HESM ·
KNLS ·
Loppersum ·
NCS ·
NFLS ·
NH ·
NOLS ·
Randstadspoorhalte ·
Sneek ·
Sextant ·
Staatsspoorwegen ·
Velsen-Zeeweg ·
Vierlingsbeek ·
Visvliet ·
Voorstadshalte ·
Woldjerspoor ·
WZ ·
ZB